# Jhon van Beukering
Jhon van Beukering (Velp, 29 september 1983) is een Nederlands voormalig profvoetballer van Indisch-Nederlandse afkomst die als aanvaller speelde. Hij kwam onder meer uit voor Vitesse, FC Zwolle, De Graafschap, N.E.C., Go Ahead Eagles, Feyenoord en Pelita Jaya FC. In 2012 speelde hij tweemaal voor het Indonesisch voetbalelftal, nadat hij zich op 10 oktober 2011 tot Indonesiër naturaliseerde.

## Clubvoetbal
Van Beukering begon met voetballen bij Velpse Boys. Via VVO kwam hij in de jeugdopleiding van De Graafschap terecht. Vitesse pikte hem uit Doetinchem weg en in het seizoen 2000/2001 maakte Van Beukering zijn debuut in de Eredivisie. Op 17 mei 2001 maakte hij als invaller meteen het winnende doelpunt in de uitwedstrijd tegen Ajax (1-2). De aanvaller maakte in zijn drie wedstrijden dat seizoen twee doelpunten en was het volgende seizoen basisspeler (drie doelpunten).
Toen hij in het seizoen 2002/2003 weinig aan bod kwam bij Vitesse (zes wedstrijden) werd hij verhuurd aan FC Zwolle, waarvoor hij eveneens zes wedstrijden speelde (twee doelpunten). Na een geslaagde eerste helft van het seizoen (veertien wedstrijden, drie goals) vertrok van Beukering weer uit Arnhem. Door de financiële problemen van de club speelde Vitesse countervoetbal waarin hij niet paste. Van Beukering keerde terug bij De Graafschap. Met negen doelpunten in elf duels had Van Beukering een belangrijk aandeel in de promotie, die De Graafschap door middel van nacompetitie afdwong. In de Eredivisie kwam hij voor De Graafschap 31 wedstrijden uit en scoorde hij negenmaal. Aan het eind van het seizoen raakte Van Beukering zwaar geblesseerd aan zijn knie en was ruim een half jaar uit de roulatie. De Graafschap, inmiddels gedegradeerd, kon weer over de aanvaller beschikken halverwege het seizoen 2005/2006. Van Beukering scoorde vrij snel na zijn rentree alweer enkele doelpunten. Van Beukering had een groot aandeel in het kampioenschap van de Superboeren in 2007 door in de laatste minuut in de kampioenswedstrijd tegen FC Emmen de winnende binnen te schieten.
Hij maakte de overstap naar N.E.C. en werd in het seizoen 2007/08 clubtopscorer met 11 doelpunten in de Eredivisie. N.E.C. plaatste zich voor de UEFA Cup 2008/09 en Van Beukering scoorde het enige doelpunt in de eerste ronde tegen Dinamo Boekarest. Ook tegen Spartak Moskou en Udinese scoorde hij en hij werd met 3 doelpunten de Europees clubtopscorer van de club uit Nijmegen. In de competitie had hij een moeizaam seizoen. In november 2008 werd Van Beukering tijdelijk aan de kant gehouden vanwege overgewicht. Hoewel hij in een week zeven kilo afviel en daarna met succes weer in de basis werd opgenomen, hield hij hier de bijnaam 'Jhonny van de Burger King' aan over. Hij kwam tot vier doelpunten in de Eredivisie. In het seizoen 2009/2010 werd hij verhuurd aan De Graafschap. Ook in februari 2010 was hij wederom te zwaar. Op 5 maart 2010 maakte De Graafschap bekend dat de club en de speler per direct uit elkaar gingen. Bij N.E.C., waar zijn contract tot juni 2010 liep, was hij ook niet meer welkom. Hij trainde enkele weken mee bij het tweede elftal van Vitesse en sloot zich daarna aan bij het werklozenelftal van de VVCS. In september 2010 sloot hij op amateurbasis aan bij Go Ahead Eagles. Die club verliet hij begin oktober alweer na vier wedstrijden.
In november 2010 trainde hij mee bij Feyenoord, om het spitsenprobleem eventueel op te lossen. Op 2 december tekende Van Beukering een contract tot het einde van het seizoen 2010/2011 bij Feyenoord met een optie voor nog een seizoen. De aanvaller maakte tijdens zijn proefperiode een uitstekende indruk op hoofdtrainer Mario Been die hem al kende van hun gezamenlijke periode bij N.E.C.. Doordat hij op amateurbasis bij Go Ahead Eagles speelde was hij direct speelgerechtigd. Op 12 december 2010 maakte Van Beukering in De Kuip zijn Feyenoord-debuut, in een competitiewedstrijd tegen Excelsior (1-0-winst). Twintig minuten voor tijd viel hij in voor Georginio Wijnaldum. Het cynisme over zijn gewicht werd hierbij meteen het gesprek van de dag, omdat hij na een ruime voorsprong nog voorbij werd gelopen door Miquel Nelom.
Op 1 maart 2011 werd bekend dat hij zijn carrière voortzet bij Pelita Jaya FC in Indonesië. Ondanks zijn contract tot het eind van het seizoen besloot Feyenoord hem de transfer te gunnen. Doordat zijn werkvergunning niet rond kwam en het Indonesische voetbal geherstructureerd wordt, kon Van Beukering niet voor zijn nieuwe club in actie komen. Hij hield zijn conditie op peil bij FC Presikhaaf waar zijn broer Dennis trainer is en hij ook als assistent-trainer optrad. In het seizoen 2011/12 zou hij verhuurd worden aan RCS Visé in België waar de eigenaar van Pelita Jaya een meerderheidsbelang heeft omdat de competities in Indonesië stil lagen door een conflict tussen twee bonden. Toen bleek dat er toch gespeeld ging worden, werd de verhuur afgeblazen. In april 2012 debuteerde hij voor Pelita Jaya. Van Beukering speelde twee wedstrijden voor de club waarna zijn contract afliep.
In het seizoen 2012/13 zou hij gaan spelen voor FC Dordrecht. Half juli 2012 werd bekend dat mede in verband met het noodgedwongen vertrek van de ernstig zieke trainer Theo Bos zijn contract werd ontbonden. Daarna kreeg hij geen profcontract meer en ging in 2013 nog als amateur spelen bij FC Presikhaaf in de eerste klasse waar hij tevens fungeerde als assistent-trainer.

## Trainerscarrière
Met ingang van het seizoen 2014/15 is Jhon van Beukering speler en assistent-trainer, van zijn broer Dennis, bij hoofdklasser AFC Arnhem. Ook werd hij jeugdtrainer van SC Veluwezoom uit Velp. Op 2 september 2015 liep een wedstrijd van de C2 die hij leidde uit de hand en zou Van Beukering een speler van de tegenstander DVC'26 hebben geslagen. In oktober werd hij hiervoor voor een jaar geschorst door de KNVB. In beroep werd de straf teruggebracht naar een half jaar schorsing.
In oktober 2016 maakte Van Beukering bekend te willen terugkeren als profvoetballer. Onder leiding van zijn broer en coach Dennis van Beukering traint de spits eens per week mee met het eerste elftal van Sportclub Silvolde, in de hoop dat een betaaldvoetbalclub in de toekomst weer gebruik wil gaan maken. Daarnaast werd hij voor het eerst hoofdtrainer bij de derdeklasser SC Veluwezoom. Met de club uit Velp werd Van Beukering kampioen van de vierde klasse. Met ingang van het seizoen 2017/18 was Van Beukering ook hoofdtrainer bij derdeklasser MASV. Geheel onverwachts maakte de club een opzienbarende sportieve groei door en boekte veel succes door het landelijke KNVB Beker-toernooi te bereiken. In de eerste ronde verloor MASV met 5-0 van ASWH uit Hendrik-Ido-Ambacht. Op 7 september 2018 stapte Van Beukering per direct op als trainer van MASV. In november van dat jaar maakte hij zijn rentree als speler bij Silvolde door in de beker direct tweemaal te scoren tegen RKHVV. Vanaf het seizoen 2019/20 is hij hoofdtrainer van zondag-vierdeklasser SC Veluwezoom. Hier was Van Beukering trainer tot het einde van het seizoen 2021/2022. In het seizoen 2022/2023 keerde Van Beukering terug bij MASV als assistent-trainer. Hier gooide hij al snel de handdoek in de ring wegens drukke werkzaamheden.

## Interlandloopbaan

### Nederlandse jeugdelftallen
Door zijn sterke spel met Vitesse in de jeugdcompetities van de KNVB doorliep hij verschillende Nederlandse jeugdelftallen en speelde onder meer samen met spelers als Rafael van der Vaart en Robin van Persie. Klaas-Jan Huntelaar zat toentertijd voornamelijk op de reservebank als tweede spits in de pikorde achter Van Beukering. "Hij was beter dan wie ook, omdat hij fysiek zo sterk was, volgroeid. Wij waren bij hem vergeleken echt nog kinderen," vertelde Huntelaar een aantal jaren later in een terugblik.
Met Nederland maakte Van Beukering onder meer deel uit van de nationale selectie dat onder leiding van bondscoach Pieter Huistra in 2000 deelnam aan het EK-onder 16 in Israël. Van Beukering had een belangrijk aandeel in de overwinningen tijdens het toernooi, waardoor Nederland zich plaatste voor de halve finales. Uiteindelijk verloor Nederland deze van Tsjechië, maar wist ze wel een derde plaats te bemachtigen door de troostfinale met 5-0 te winnen van Griekenland. In de daaropvolgende jaren speelde de jonge spits ook wedstrijden voor de andere jeugdelftallen. Hoewel Van Beukering inmiddels bij De Graafschap zeer succesvol was als centrumspits, onderscheidde hij zich bij Jong Oranje zelden van de andere aanvallers, waardoor hij na verloop van tijd niet meer werd uitgenodigd. Zijn interlandcarrière bij Oranje zou sindsdien geen vervolg meer krijgen.

### Indonesië
Op 13 maart 2009 ontving Jhon van Beukering een uitnodiging van de Indonesische voetbalbond. Omdat Van Beukering van Indisch-Nederlandse afkomst is zou het mogelijk zijn om uit komen voor het Indonesisch voetbalelftal. Jhon van Beukering had wel willen uitkomen voor het Indonesisch elftal, maar de FIFA hield dit tegen. De FIFA schrijft namelijk voor dat spelers na hun 21e levensjaar niet meer voor een land mogen spelen, als ze eerder al voor een ander land wedstrijden achter hun naam hebben staan, zelfs al hebben zij een bloedband met dit land. Aangezien 'De Beuk' al voor Oranje onder 14, 15, 16, 17 en 18 jaar had gespeeld, was het niet meer mogelijk om uit te komen voor Indonesië. In september 2010 werd Indonesië na gewijzigde FIFA-regels weer concreet en hij werd opgenomen in de selectie voor twee oefenwedstrijden in oktober. Omdat hij echter niet over een Indonesisch paspoort beschikt, mocht hij alsnog niet in actie komen. Op 10 oktober 2011 verkreeg Van Beukering een Indonesisch paspoort.
Op 14 november 2012 debuteerde Van Beukering voor Indonesië in de wedstrijd tegen Oost-Timor. Hij gaf de voorzet op Bambang Pamungkas die de enige goal van de wedstrijd maakte. Vervolgens speelde hij met Indonesië tegen Kameroen onder 23. Hij maakte deel uit van de selectie voor de AFF Suzuki Cup 2012 waar hij alleen in de poulewedstrijd tegen Maleisië in actie kwam. Hierna werd Van Beukering niet meer opgeroepen.

## Clubstatistieken
Dit overzicht is mogelijk incompleet; u kunt helpen door het uit te breiden.
| Seizoen | Club            | Competitie             | Duels | Goals |
| ------- | --------------- | ---------------------- | ----- | ----- |
| 2000/01 | Vitesse         | Eredivisie             | 3     | 2     |
| 2001/02 | Vitesse         | Eredivisie             | 26    | 3     |
| 2002/03 | Vitesse         | Eredivisie             | 6     | 0     |
| 2002/03 | → FC Zwolle     | Eerste divisie         | 6     | 2     |
| 2003/04 | Vitesse         | Eredivisie             | 14    | 3     |
| 2003/04 | De Graafschap   | Eerste divisie         | 11    | 9     |
| 2004/05 | De Graafschap   | Eredivisie             | 31    | 9     |
| 2005/06 | De Graafschap   | Eerste divisie         | 13    | 10    |
| 2006/07 | De Graafschap   | Eerste divisie         | 37    | 21    |
| 2007/08 | N.E.C.          | Eredivisie             | 28    | 11    |
| 2008/09 | N.E.C.          | Eredivisie             | 19    | 4     |
| 2009/10 | → De Graafschap | Eerste divisie         | 9     | 2     |
| 2010/11 | Go Ahead Eagles | Eerste divisie         | 4     | 1     |
| 2010/11 | Feyenoord       | Eredivisie             | 3     | 0     |
| 2010/11 | Pelita Jaya FC  | Super League           | 0     | 0     |
| 2011/12 | Pelita Jaya FC  | Super League           | 2     | 0     |
| 2012/13 | FC Dordrecht    | Eerste divisie         | 0     | 0     |
| 2012/13 | FC Presikhaaf   | Zondag Eerste Klasse E |       |       |

## Trivia
- In september 2023 werd hij veroordeeld tot een geldboete van €40.000 wegens hennepkweek.